# إدوين نيلسون
إدوين نيلسون (بالإنجليزية: Edwin Nelson)‏ هو سياسي أمريكي، ولد في 28 سبتمبر 1881 بدنفر في الولايات المتحدة، وتوفي في 19 سبتمبر 1961. حزبياً، نشط في الحزب الجمهوري. وقد انتخب عضو مجلس ولاية أيداهو.